# James Batcheller Sumner
James Batcheller Sumner (Canton, EUA 1887 - Buffalo 1955) fou un químic, bioquímic i professor universitari estatunidenc guardonat amb el Premi Nobel de Química l'any 1946.

## Biografia
Va néixer el 19 de novembre de 1887 a la ciutat de Canton, situada a l'estat nord-americà de Massachusetts. Va estudiar química a la Universitat Harvard, on es llicencià el 1910. El 1912 inicià els seus estudis de bioquímica a Harvard, on es llicencià el 1914. Entre 1914 i 1929 fou professor de bioquímica a Harvard, i entre 1929 i 1955 fou catedràtic a la Universitat Cornell.
Sumner morí de càncer el 12 d'agost de 1955 a la seva residència de Buffalo, situada a l'estat de Nova York.

## Recerca científica
Inicià la seva recerca en l'aïllament dels enzims en la seva forma pura, un fet que mai havia estat aconseguit, i que realitzà durant les seves estades a Brussel·les (1921 i 1922), Estocolm (1929) i Uppsala (1937-1938), en aquesta última ciutat sueca al costat del Premi Nobel Theodor Svedberg. Després de trobar-se amb molts fracassos, l'any 1926 aconseguí aïllar i cristal·litzar els enzims gràcies a la ureasa.
El 1946 fou guardonat amb la meitat del Premi Nobel de Química «pel descobriment de la cristal·lització d'enzims». L'altra meitat del premi fou compartida pels químics nord-americans John Howard Northrop i Wendell Meredith Stanley.